# Bonneval (Eure-et-Loir)
Bonneval is een gemeente in het Franse departement Eure-et-Loir (regio Centre-Val de Loire). De plaats maakt deel uit van het arrondissement Châteaudun. De gemeente telde 4.890 inwoners op 1 januari 2022.
De gemeente ligt in de landstreek Beauce en was in de middeleeuwen een ommuurd dorp. Bij Bonneval lag de abdij Saint-Florentin.

## Geschiedenis en erfgoed

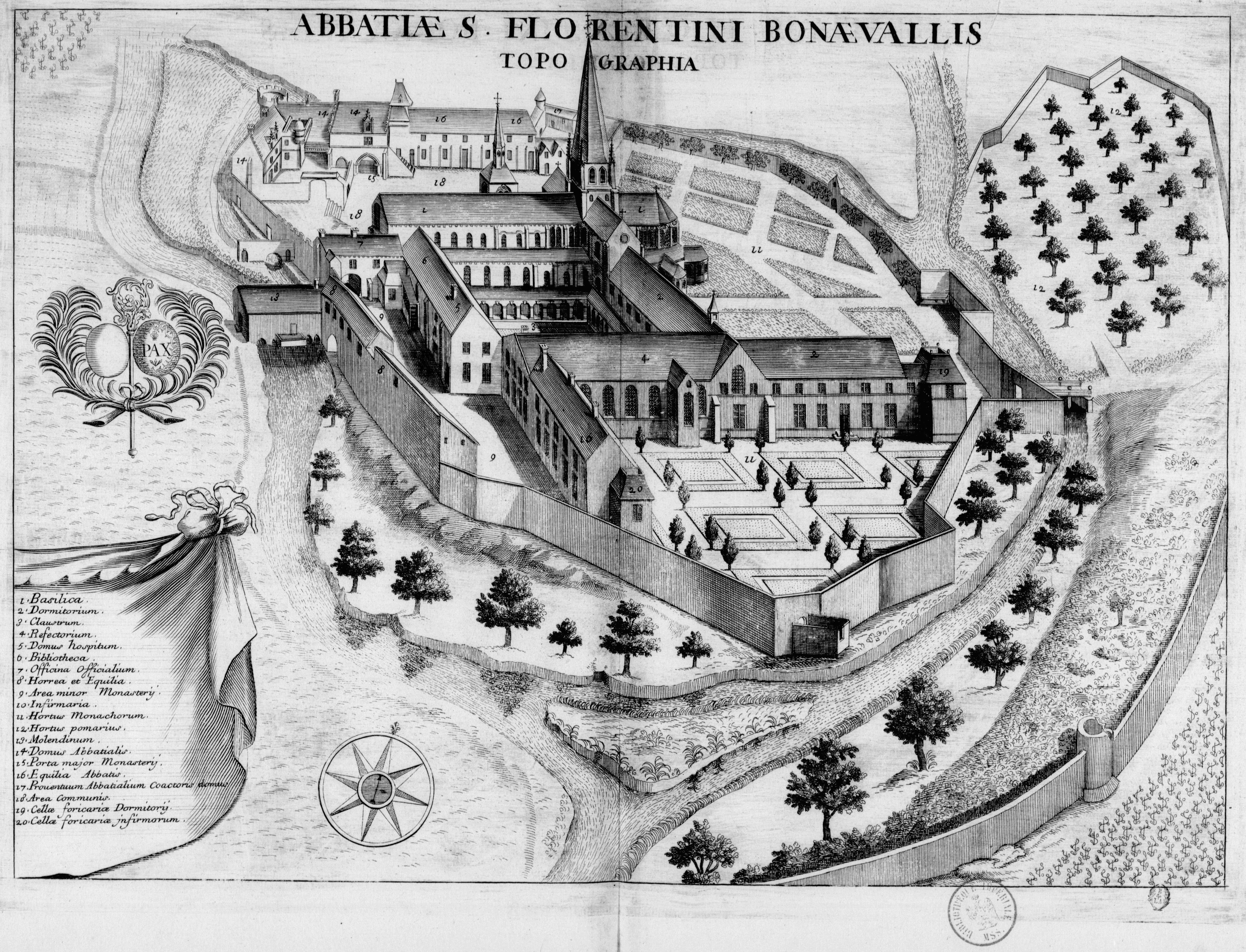
De abdij Saint-Florentin afgebeeld in Monasticon Gallicanum

De benedictijner abdij Saint-Florentin werd gesticht in 857 en Bonneval groeide nabij deze abdij. In 911 werd de abdij geplunderd en vernield door de Vikingen. Ze werd in de loop van de 10e eeuw heropgebouwd. Bonneval kreeg een stadsmuur, waarvan de Porte Saint-Roch (15e eeuw) en de Tour du Roi (13e eeuw) bewaard zijn gebleven. Het water van de Loir werd gebruikt om de grachten rond de muur te vullen. De kerk Notre-Dame werd gebouwd in de 12e en 13e eeuw. Op de vlakte rond de stad werd graan geteeld en stonden molens om het graan te malen.
In 1420, tijdens de Honderdjarige Oorlog, werden Bonneval en de abdij ingenomen en geplunderd door de Engelsen. Aan het einde van de 15e eeuw werd de abdij Saint-Florentin hersteld in opdracht van René d’Illiers, bisschop van Chartres. In 1568 werd de abdij andermaal vernield door protestantse troepen. De abdij ging in 1660 over naar de congregatie van Saint-Maur en leefde weer op. Ze werd afgeschaft na de Franse Revolutie en deels afgebroken. Het poortgebouw en het abtenpaleis bleven gespaard. Ze herbergden daarna textielfabrieken, een landbouwschool, een landloperskolonie en een psychiatrisch ziekenhuis.

## Geografie
De oppervlakte van Bonneval bedroeg op 1 januari 2022 28,78 vierkante kilometer; de bevolkingsdichtheid was toen 169,9 inwoners per km².
De Loir en haar zijrivier de Ozanne stromen door de gemeente.

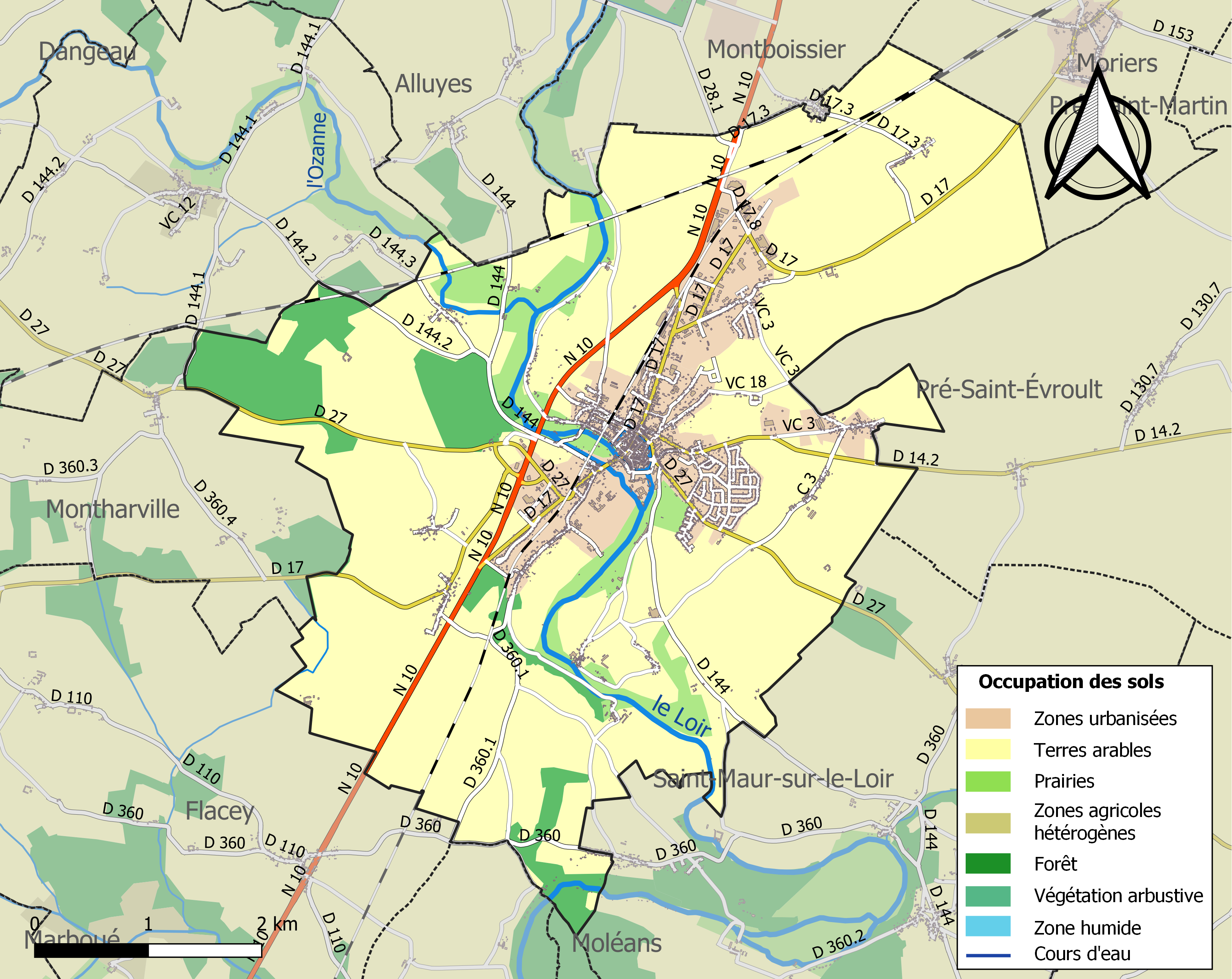
Kaart van de gemeente met belangrijkste infrastructuur, bodemgebruik en omliggende gemeenten

## Demografie
Onderstaande figuur toont het verloop van het inwonertal (bron: INSEE-tellingen).

## Afbeeldingen

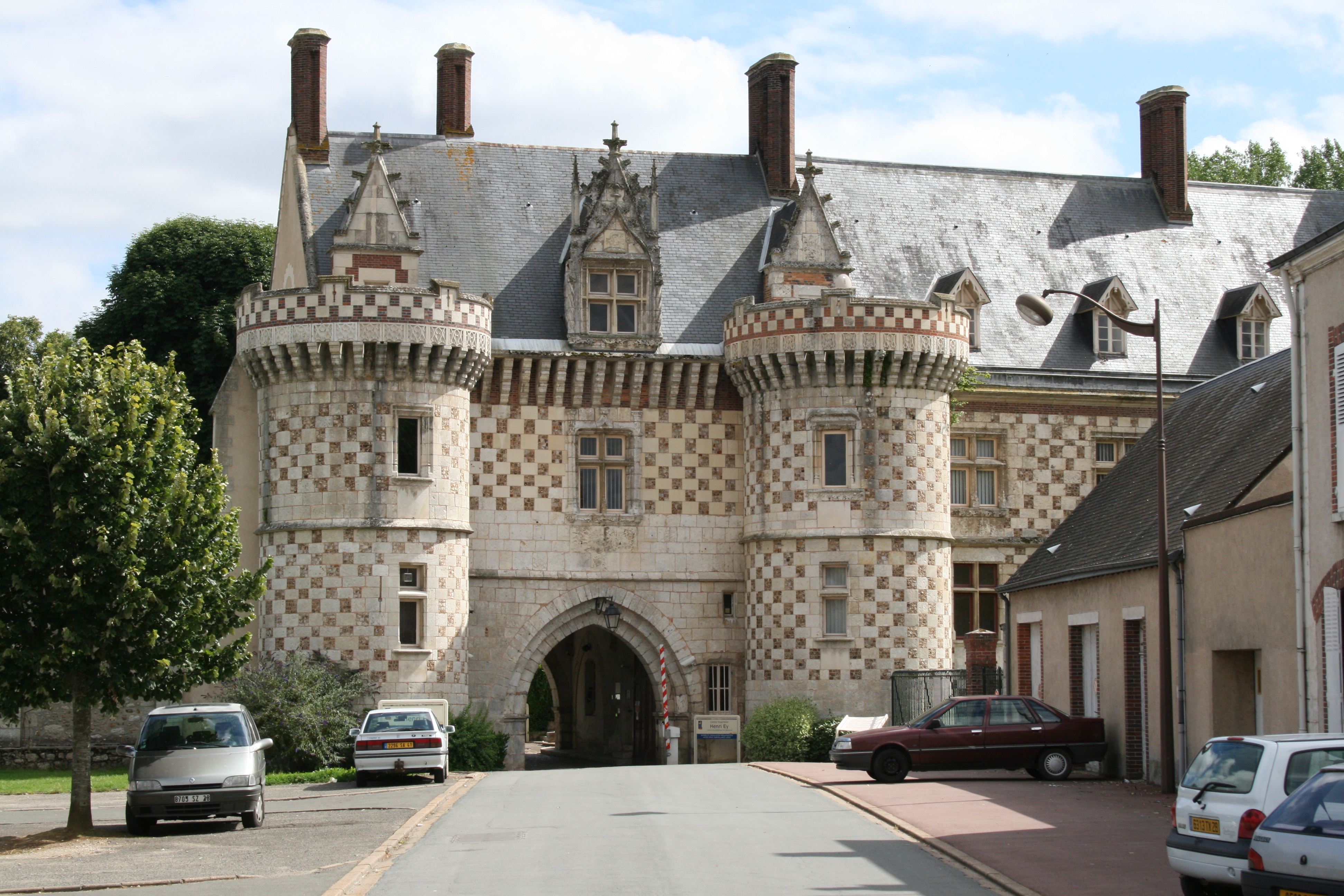
Abdij Saint-Florentin
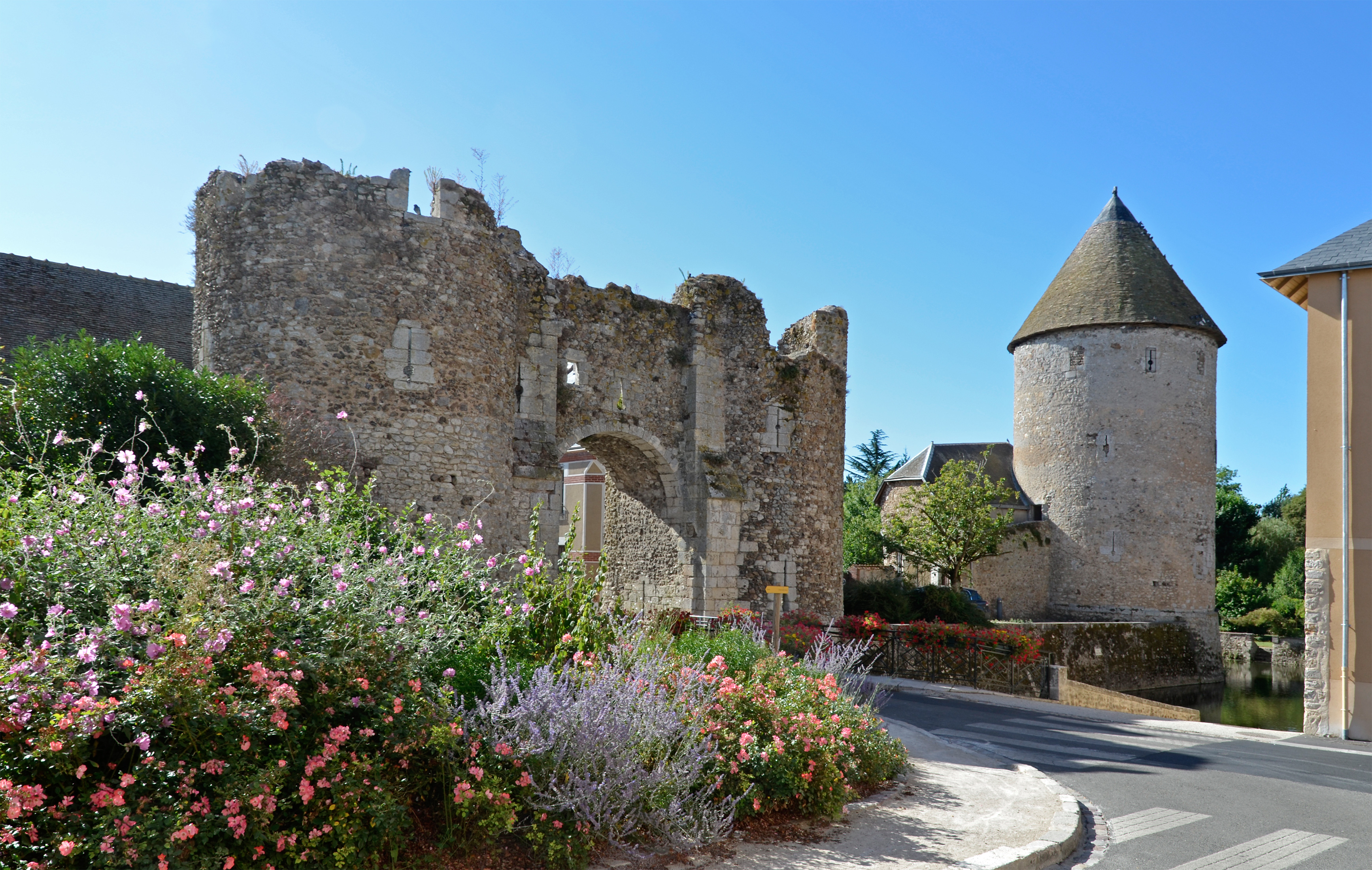
De Porte Saint-Roch en de Tour du Roi
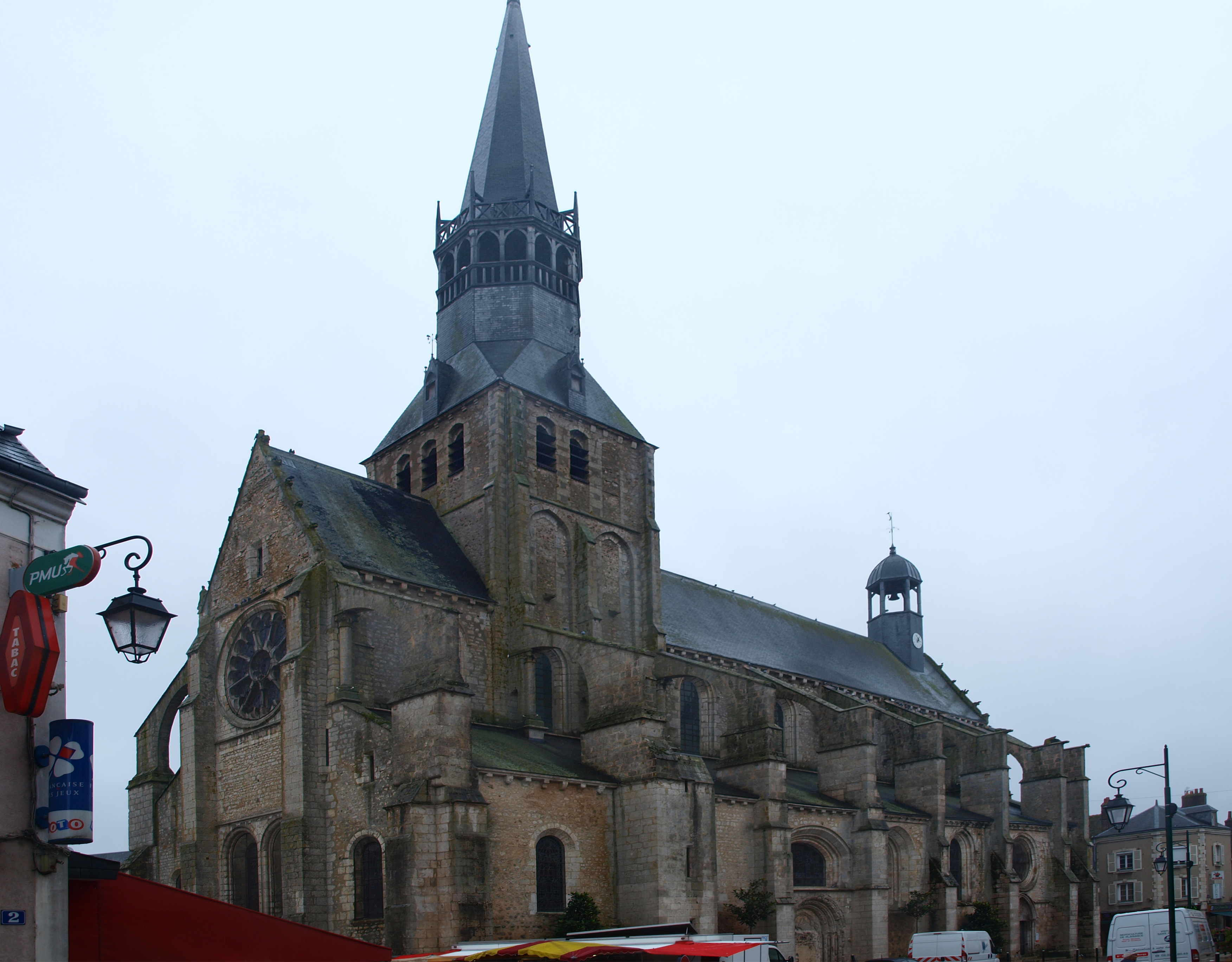
Kerk Notre-Dame
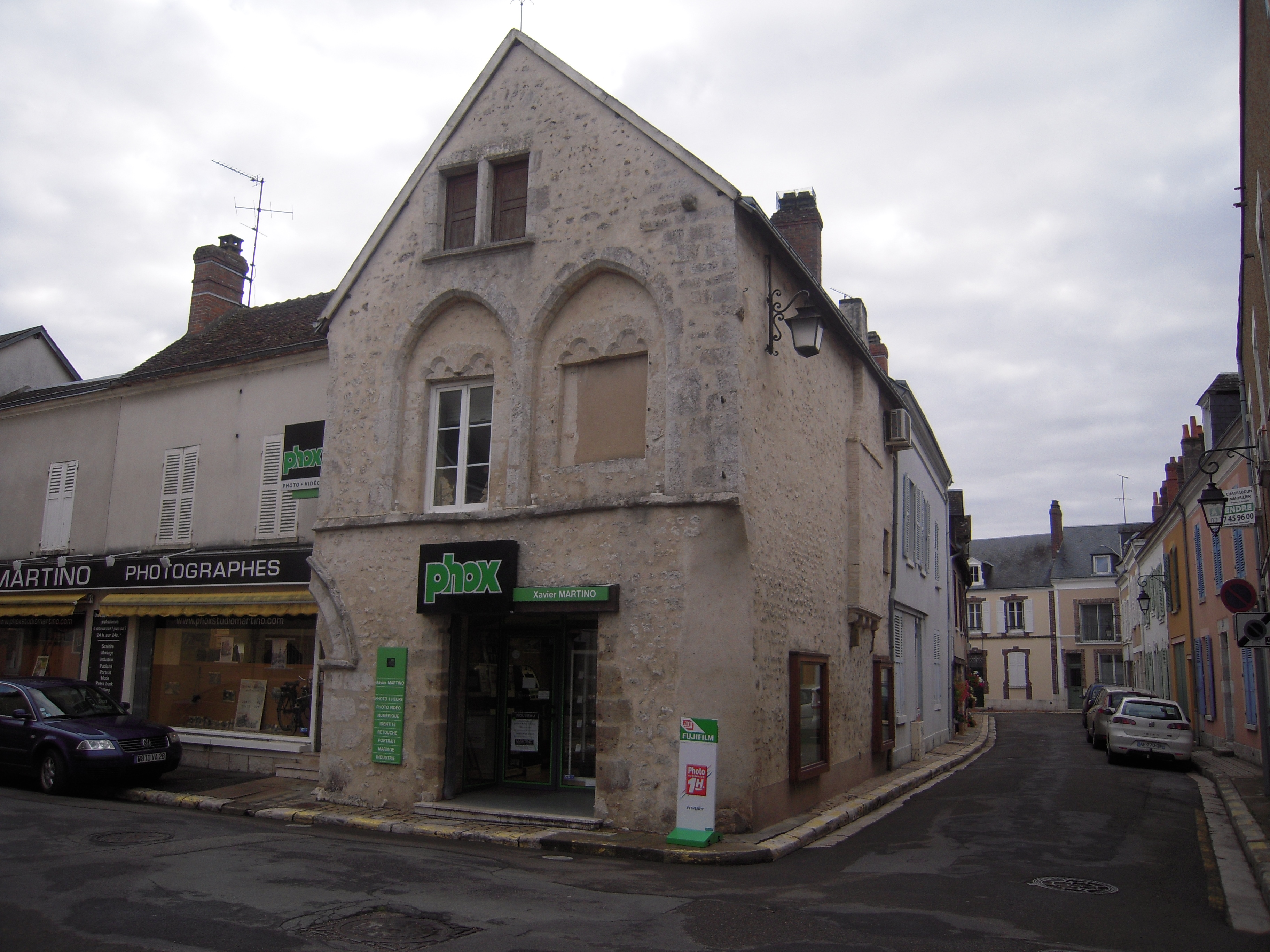
Maison du Dauphin

## Verkeer en vervoer

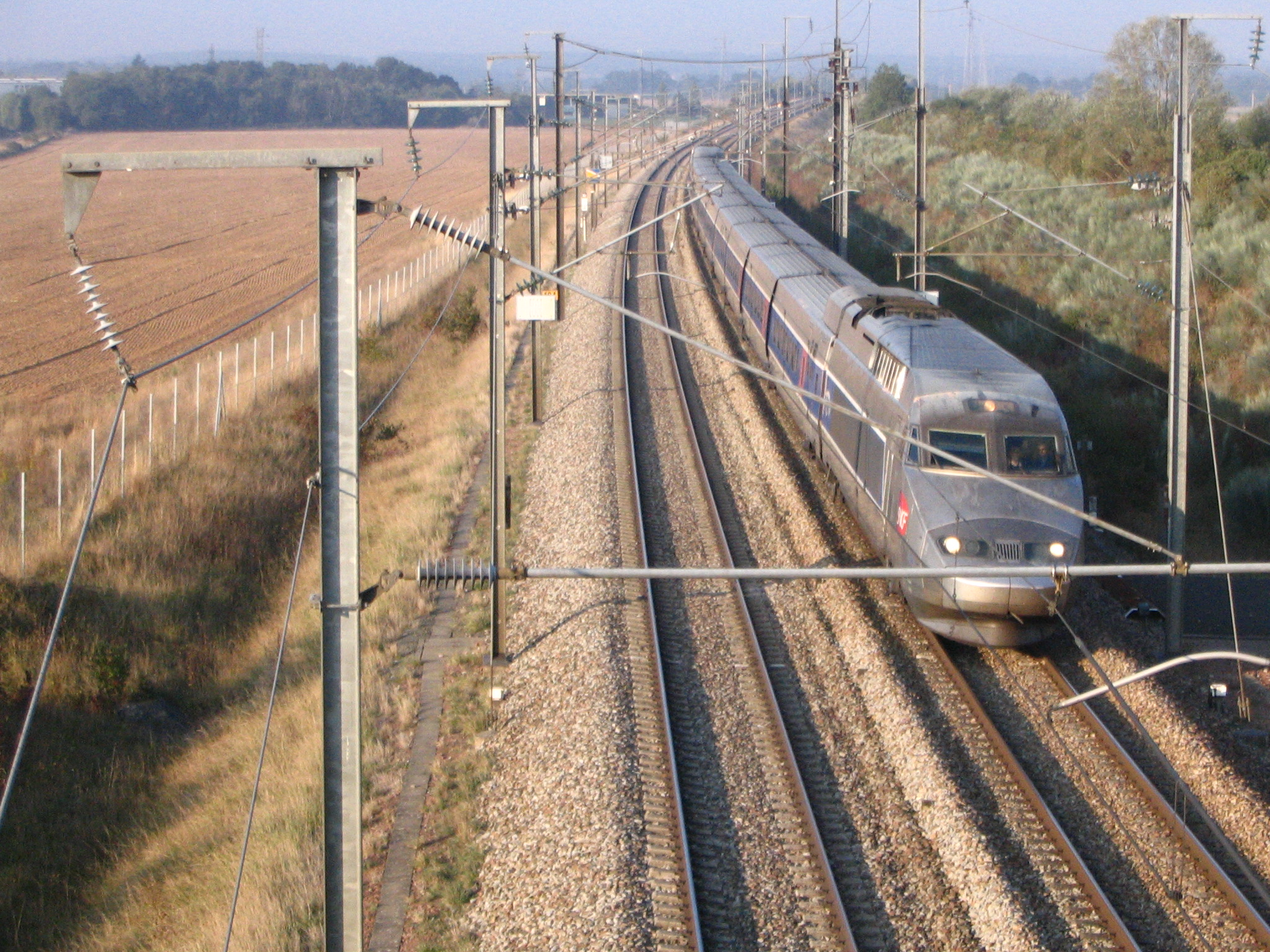
Trein op de LGV Atlantique

In de gemeente ligt spoorwegstation Bonneval.
Tot de jaren 1930 was er een tramlijn tussen Chartres en Bonneval. De tramsporen werden opgebroken en de tram werd vervangen door een bus.